# Stefano Torrisi
Stefano Torrisi (* 7. Mai 1971 in Ravenna) ist ein ehemaliger italienischer Fußballspieler. Der Abwehrspieler war italienischer Nationalspieler.
Er begann seine Karriere 1987 beim FC Modena in der Serie C1. 1990 schaffte Modena den Aufstieg in die Serie B. 1991 wechselte er zum Viertligisten Ravenna Calcio, mit dem er am Ende der Saison aufstieg. 1993/94 spielte er mit AC Reggiana in der Serie A. Im nächsten Jahr war er beim Ligakonkurrenten FC Turin aktiv. 1995 ging er zum Zweitligisten FC Bologna, mit dem er in die Serie A aufstieg. Als Neuling belegte Bologna 1997 den siebten Platz und verpasste nur um einen Rang die Teilnahme am UEFA-Pokal. 1998/99 spielte er für Atlético Madrid in der spanischen Primera División. Im UEFA-Pokal erreichte er mit Atlético das Halbfinale, wo man gegen den späteren Sieger des Turniers AC Parma ausschied.
Danach kehrte er zurück nach Italien just zum AC Parma. Mit Parma gewann er durch ein 2:1 gegen den AC Mailand den
Supercup. Im UEFA-Pokal unterlag der Klub im Achtelfinale gegen Werder Bremen. Durch einen fünften Platz in der Meisterschaft qualifizierte man sich aber erneut für den UEFA-Pokal 2000/01, wo man wiederum im Achtelfinale nur aufgrund der Auswärtstorregel gegen PSV Eindhoven ausschied. Im April 2001 wurde Torrisi bei einer Dopingkontrolle positiv auf Nandrolon getestet und für acht Monate gesperrt. Im ersten Halbjahr 2002 wurde er dann an Olympique Marseille ausgeliehen, wo er aber nur zwei Einsätze hatte, und kehrte danach zu Parma zurück. Im Januar 2003 ging er zu Reggina Calcio. 2004 wechselte er zu seinem alten Klub FC Bologna, mit dem er am Ende der Saison abstieg. 2007 beendete er seine Laufbahn.
Torrisi wurde 1997 einmal in die italienische Nationalmannschaft berufen.